# Wangjing (socken i Kina)
Wangjing (kinesiska: 望京乡, 望京) är en socken i Kina. Den ligger i provinsen Sichuan, i den sydvästra delen av landet, omkring 340 kilometer öster om provinshuvudstaden Chengdu. Antalet invånare är 12 824. Befolkningen består av 6 362 kvinnor och 6 462 män. Barn under 15 år utgör 26,0 %, vuxna 15-64 år 63 %, och äldre över 65 år 9,0 %.
Genomsnittlig årsnederbörd är 1 660 millimeter. Den regnigaste månaden är september, med i genomsnitt 325 mm nederbörd, och den torraste är december, med 10 mm nederbörd.